# Acid House Mixes By 808 State (1988)
Acid House Mixes By 808 State (1988) è un singolo del gruppo musicale di musica elettronica inglese 808 State, contenente due remix dei brani dei New Order Blue Monday e Confusion.

## Pubblicazione
Nel 2004, la Rephlex Records del compositore Aphex Twin distribuì una versione acid house di Blue Monday realizzata nel 1988 dagli 808 State per uno dei loro set di canzoni (in cui vi era incluso anche un remix di Confusion) da suonare durante le serate "Hot Night" del night club di Manchester The Haçienda. Sebbene fosse una delle più richieste nel locale alla fine degli anni ottanta, venne considerata per molto tempo perduta fino a quando non ne vennero ritrovati i nastri originali da Graham Massey, uno dei fondatori degli 808 State, dopo aver cercato nel suo archivio musicale sotto il consiglio di Sean Booth, membro del complesso IDM Autechre. Aphex Twin disse a quei tempi: «Se sei un appassionato di musica da ballo queste registrazioni sono quasi come un anello mancante. Gruppi come i New Order hanno contribuito a creare l'house, l'acid e la techno. Si tratta di un omaggio fatto ai vecchi dagli 808.»

## Lista delle tracce
Testi e musiche di Gillian Gilbert, Peter Hook, Stephen Morris and Bernard Sumner eccetto dove indicato.
12" - CAT 806 EP (UK)
1. Blue Monday (So Hot Mix) – 7:47
2. Confusion (Acid House Mix) – 3:07 (Baker, Gilbert, Hook, Morris, Sumner)